# Lamyra asprospilos
Lamyra asprospilos är en tvåvingeart som beskrevs av Young och Hradsky 2007. Lamyra asprospilos ingår i släktet Lamyra och familjen rovflugor.
Artens utbredningsområde är Sydkorea. Inga underarter finns listade i Catalogue of Life.